# Normy's Beach Babe-O-Rama
Normy's Beach Babe-O-Rama est un jeu vidéo de plates-formes sorti en 1994 sur Mega Drive. Le jeu a été édité par Electronic Arts.